# 印多吉湖南鰍
印多吉湖南鰍（學名：Schistura indawgyiana）為輻鰭魚綱鯉形目條鰍科南鰍屬的其中一種。分布於亞洲緬甸印多吉湖流域，棲息在底層水域，生活習性不明。

## 扩展阅读
維基物種上的相關：印多吉湖南鰍